# Diacidia stipularis
Diacidia stipularis är en tvåhjärtbladig växtart som först beskrevs av Bassett Maguire och Phelps, och fick sitt nu gällande namn av W.R. Anderson. Diacidia stipularis ingår i släktet Diacidia och familjen Malpighiaceae. Inga underarter finns listade i Catalogue of Life.